# Totoaba
Totoaba is een monotypisch geslacht van straalvinnige vissen uit de familie van ombervissen (Sciaenidae).

## Soort
- Totoaba macdonaldi (Gilbert, 1890)